# Giuseppe Cormio
Giuseppe Cormio, letto Cormìo (Jesi, 12 aprile 1955), è un giornalista e dirigente sportivo italiano.
Impegnato soprattutto nel mondo della pallavolo, vanta apparizioni anche nella pallacanestro e nel calcio. Attualmente è il Direttore Generale dell'Associazione Sportiva Volley Lube.

## Biografia
Conclusi gli studi intraprese la carriera di giornalista, collaborando dapprima con alcune televisioni marchigiane, tra le quali TV Centro Marche. Il passaggio al giornalismo di carattere nazionale avvenne nelle televisioni Telemontecarlo, Tele+ e Stream. Oltre alla televisione lavorò anche in radio, e con testate giornalistiche quali il Resto del Carlino ed il Gruppo Gazzetta.
La sua carriera nel mondo sportivo iniziò, per quanto riguarda la pallavolo di alti livelli, nella squadra della sua città, il Volley Jesi, nel 1983. In qualità di Direttore Sportivo guadagnò la promozione in Serie A2. A Jesi ingaggiò uno sconosciuto tecnico argentino, che segnerà la storia della pallavolo italiana: Julio Velasco. Una scelta che Cormio condivise con il giocatore Waldo Kantor, col Presidente del club Sandrino Casoni e col dirigente Franco Fioretti.
Restò nelle Marche fino al 1990, quando venne chiamato dal Volley Padova, squadra della massima serie nazionale, la Serie A1. A Padova, per tre anni, mantenne il ruolo di Team Manager.

Nel 1993 passò all'Alpitour Cuneo dove vinse 3 Coppe Italia, 2 Supercoppe italiane, 2 Supercoppe europee, 2 Coppe CEV e 2 Coppe delle Coppe.
Negli anni novanta entrò a far parte del Comitato mondiale del Beach Volley presso la sede di Losanna della FIVB. Con la Federazione Internazionale organizzò 12 edizioni (9 maschili e 3 femminili) dei Campionati mondiali di beach volley.

A livello dirigenziale venne assunto anche dalla Lega Pallavolo Serie A, che gli affidò incarichi di prestigio, come quello di presiedere la commissione per la formazione dei Dirigenti.
Nel 2000 lasciò momentaneamente il volley, e diventò direttore generale della SICC Jesi. Anche in questo caso venne inserito in alcune commissioni della Lega Basket Serie A.

L'anno successivo però, complice la divisione tra la Serie A1 e la Serie A2, e la trasformazione di quest'ultima nella Legadue, decise di tornare al volley, ed accettò la carica di direttore generale della Bre Banca Cuneo. Dopo una stagione decise di tornare, sempre come direttore generale, a Padova, dove gestì per tre stagioni sia la società che il Palasport, con l'organizzazione di eventi culturali e musicali.
Dopo altri due anni nella città patavina si spostò, nel 2005, a Trento, accettando il ruolo di General Manager della Trentino Volley. Il presidente della società trentina, Diego Mosna, gli affidò il compito di far fare alla squadra il "salto di qualità" necessario per vincere i primi trofei della sua storia. Esso avvenne nell'estate del 2007, quando fece sedere sulla panchina della squadra il tecnico bulgaro Radostin Stojčev. A questa operazione di mercato seguì subito quella che portò in Trentino il forte giocatore Matej Kazijski, della stessa nazionalità del nuovo allenatore.
Le intuizioni in sede di campagna acquisti si rivelarono efficaci: il 7 maggio 2008 l'Itas Diatec Trentino conquistò il suo primo scudetto. Questa vittoria rappresentò per Cormio il primo trionfo nel massimo campionato nazionale. A Trento raccolse importanti affermazioni sportive, anche a livello europeo e mondiale, contribuendo per 7 anni alla costruzione delle vittorie della società trentina. Il rapporto con la squadra di pallavolo si interruppe nel 2012, quando Cormio decise di iniziare una nuova carriera nel calcio.
Il 5 luglio 2012 venne ufficializzato il suo ingresso nell'organigramma del Siena, squadra calcistica presieduta da Massimo Mezzaroma, presidente anche della società pallavolistica della M. Roma Volley.
Nel luglio 2013 viene nominato direttore generale del Gruppo Sportivo Porto Robur Costa, e nel luglio 2014 viene nominato nel Consiglio di amministrazione della Lega Pallavolo Serie A. La sua esperienza ravennate termina dopo tre stagioni, e il 6 maggio 2016 viene nominato Direttore Generale dell'Associazione Sportiva Volley Lube. La sua avventura inizia subito con un successo, la Coppa Italia 2016-2017 a Bologna battendo prima Piacenza e poi Trento. Sempre nella stessa stagione conquista lo Scudetto, il suo terzo personale ed il primo con la Lube, battendo in Finale la Diatec Trentino in tre gare. Ancora successi nella stagione 2018-2019 quando Cormìo porta alla Lube tre fuoriclasse: Simon, Bruno e Leal in soli cinque giorni vince lo scudetto, il quarto personale, al tie break sul campo di Perugia e la finale di Champions League sul Kazan a Berlino. Ma il 2019 riserva ancora un grande successo alla Lube ed al suo Direttore: la vittoria, a Betim, in Brasile, del Campionato del Mondo per Club, il primo per la Società Marchigiana, il quarto per suo Direttore Generale. Nel 2020 ancora un successo: il 23 febbraio la Lube vince a Bologna, la Coppa Italia battendo, in una splendida finale, prima Trento e poi Perugia. La stagione viene interrotta a causa della pandemia. Nel 2021 la Lube vince la Coppa Italia e lo scudetto battendo in entrambe le finali la Sir Perugia. Per Cormìo il tricolore del 21 rappresenta il 32º successo in carriera. Nel 2025, a gennaio, una giovanissima Lube Cucine Civitanova disegnata da Cormío e inizialmente poco apprezzata dal pubblico, sorprende tutti e va a conquistare la sua ottava Coppa Italia battendo, sempre 3 a 2 Trento in semifinale e Verona in finale. 9 coppa Italia per Cormio e 33º trofeo personale.

## Carriera
| Stagioni  | Sport | Squadra            | Ruolo                 |
| --------- | ----- | ------------------ | --------------------- |
| 1983-1990 |       | Jesi               | Direttore Sportivo    |
| 1990-1993 |       | Petrarca           | Team Manager          |
| 1993-1995 |       | Cuneo              | Team Manager          |
| 1995-1997 |       | Cuneo              | Direttore Commerciale |
| 1998-2000 |       | Cuneo              | Direttore Sportivo    |
| 2000-2001 |       | Aurora Basket Jesi | Direttore Generale    |

| Stagioni  | Sport | Squadra           | Ruolo                                   |
| --------- | ----- | ----------------- | --------------------------------------- |
| 2001-2003 |       | Piemonte          | Direttore Generale                      |
| 2003-2005 |       | Sempre Padova     | Direttore Generale                      |
| 2005-2012 |       | Trentino          | General Manager                         |
| 2012-2013 |       | Siena             | Serie A Direttore Operativo e Marketing |
| 2013-2016 |       | Porto Robur Costa | Direttore Generale                      |
| 2016-     |       | Lube              | Direttore Generale                      |

## Palmarès
Competizioni nazionali
- Campionato italiano: 6

2007-08, 2010-11, 2016-17, 2018-19, 2020-21, 2021-22
- Coppa Italia: 9

1995-96, 1998-99, 2001-02, 2009-10, 2011-12, 2016-17, 2019-20, 2020-21, 2024-2025
- Supercoppa italiana: 4

1996, 1999, 2002, 2011
Competizioni internazionali
- Campionato mondiale per club: 4

2009, 2010, 2011, 2019
- Champions League: 4

2008-09, 2009-10, 2010-11, 2018-19.
- Coppa delle Coppe: 2

1996-97, 1997-98
- Coppa CEV: 2

1995-96, 2001-02
- Supercoppa europea: 2

1996, 1997